# Procloeon insignificans
Procloeon insignificans är en dagsländeart som först beskrevs av Mcdunnough 1925.  Procloeon insignificans ingår i släktet Procloeon och familjen ådagsländor. Inga underarter finns listade i Catalogue of Life.